# Parafia św. Andrzeja Apostoła w Bucharze
Parafia św. Andrzeja Apostoła w Bucharze – katolicka parafia misyjna w Bucharze w Uzbekistanie, prowadzona głównie przez polskich duchownych z zakonu franciszkańskiego.

## Historia
Parafia została powołana w 2002 roku przez ks. Andrzeja Białka. Na cel budowy parafii przebudowywano stare, opuszczone przedszkole, jednak budowa została przerwana decyzją Komisji Nadzoru Budowlanego. Proboszcz, ojciec Wojciech Kordas, postanowił zburzyć stare przedszkole i wybudować budynek parafii od zera. 
Nowy budynek Kościoła i parafii został otwarty 29 listopada 2009 roku, w obecności biskupa misyjnego o. Jerzego Maculewicza i przedstawicieli parafii misyjnych w Uzbekistanie. W 2010 roku o. Kordasa zastąpił obecny proboszcz, o. Rochowiak.

## Wierni
Parafia jest niezwykle skromna. Na niedzielne msze święte, odbywające się w języku rosyjskim, przychodzi zwykle po kilkanaście osób. Sam były proboszcz szacuje wielkość parafii na ok. 25 wiernych, choć dodaje, że ta liczba stale się zmienia.